# نيكولاس فين
نيكولاس فين (بالإنجليزية: Nicholas Fenn)‏ هو دبلوماسي بريطاني، ولد في 19 فبراير 1936، وتوفي في 18 سبتمبر 2016.